# Amphisternus tuberculatus
Amphisternus tuberculatus is een keversoort uit de familie zwamkevers (Endomychidae). De wetenschappelijke naam van de soort werd in 1843 gepubliceerd door Ernst Friedrich Germar.